# Valsølille Sogn
Valsølille Sogn 
ist eine Kirchspielsgemeinde (dän.: Sogn)
auf der Insel Sjælland im südlichen Dänemark.
Bis 1970 gehörte sie zur Harde Ringsted Herred im damaligen Sorø Amt, danach zur Ringsted Kommune im Vestsjællands Amt, die im Zuge der  Kommunalreform zum 1. Januar 2007 Teil der Region Sjælland geworden ist.
Im Kirchspiel leben 412 Einwohner (Stand: 1. Januar 2023).
Im Kirchspiel liegt die Kirche „Valsølille Kirke“.
Nachbargemeinden sind im Osten Jystrup Sogn, im Südosten Vigersted Sogn und im Südwesten Haraldsted-Allindemagle Sogn, ferner in der nordwestlich benachbarten Holbæk Kommune Kirke Eskilstrup Sogn und Soderup Sogn und in der nordöstlich benachbarten Lejre Kommune Kirke Hvalsø Sogn und Særløse Sogn.